# Großer Preis der Türkei 2006
Der Große Preis der Türkei 2006 (offiziell 2006 Formula 1 Petrol Ofisi Turkish Grand Prix) fand am 27. August auf dem Istanbul Park Circuit in Istanbul statt und war das 14. Rennen der Formel-1-Weltmeisterschaft 2006.

## Bericht

### Hintergründe
Nach dem Großen Preis von Ungarn führte Fernando Alonso in der Fahrerwertung mit zehn Punkten vor Michael Schumacher und mit 48 Punkte vor Felipe Massa. In der Konstrukteurswertung führte Renault mit sieben Punkten vor Ferrari und mit 64 Punkten vor McLaren-Mercedes.
Mit Kimi Räikkönen (einmal) trat der bisher einzige ehemalige Sieger zu diesem Grand Prix an.

### Training
Die letzten sechs Teams der Konstrukteursmeisterschaft 2005 waren berechtigt am Freitag im freien Training ein drittes Auto einzusetzen, selbiges galt für das neue elfte Team Super Aguri. Diese Fahrer fuhren am Freitag, traten aber weder im Qualifying noch im Rennen an. Alexander Wurz (Williams), Anthony Davidson (Honda), Robert Doornbos (Red Bull), Sebastian Vettel (BMW Sauber), Giorgio Mondini (Spyker), Neel Jani (Toro Rosso) und Franck Montagny (Super Aguri) nahmen in dieser Funktion an den Freitagstrainings teil.
Im ersten Training gelang Räikkonen mit 1:28,315 Minuten die schnellste Zeit vor Michael Schumacher und Jenson Button.
Im zweiten freien Training war Vettel mit 1:28,091 Minuten der schnellste Fahrer, gefolgt von Massa und Button.
Das dritte freie Training gewann dann Michael Schumacher mit 1:27,203 Minuten vor Alonso und Giancarlo Fisichella.

### Qualifying
Das Qualifying bestand aus drei Teilen mit einer Nettolaufzeit von 45 Minuten. Im ersten Qualifying-Segment (Q1) hatten die Fahrer 18 Minuten Zeit, um sich für das Rennen zu qualifizieren. Die besten 16 Fahrer erreichten den nächsten Teil. Massa war Schnellster. Jeweils die beiden Super Aguri- und Toro Rosso-Piloten sowie David Coulthard und Tiago Monteiro schieden aus.

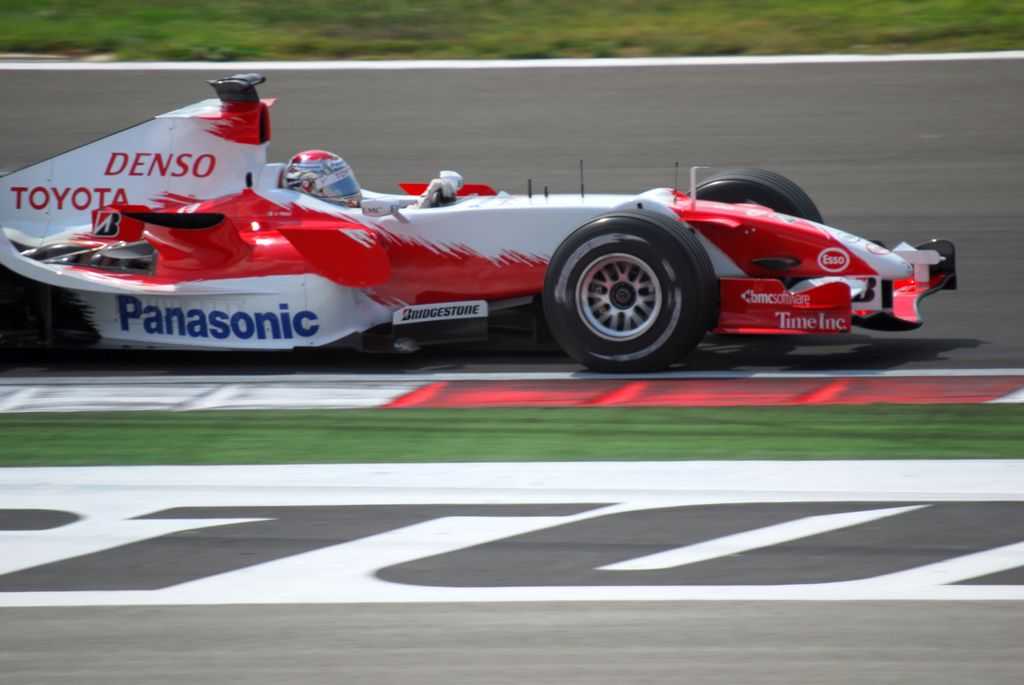
Jarno Trulli im Toyota während des Grand-Prix-Wochenendes

Der zweite Abschnitt (Q2) dauerte 15 Minuten. Die schnellsten zehn Piloten qualifizierten sich für den dritten Teil des Qualifyings. Michael Schumacher war hier Schnellster. Christian Klien, Pedro de la Rosa, die beiden Toyota, Nico Rosberg und Christijan Albers schieden aus.
Der letzte Abschnitt (Q3) ging über eine Zeit von zwölf Minuten, in denen die ersten zehn Startpositionen vergeben wurden. Massa fuhr mit einer Rundenzeit von 1:26,9079 Minuten die Bestzeit vor Michael Schumacher und Alonso und sicherte sich so seine erste Pole-Position.

### Rennen

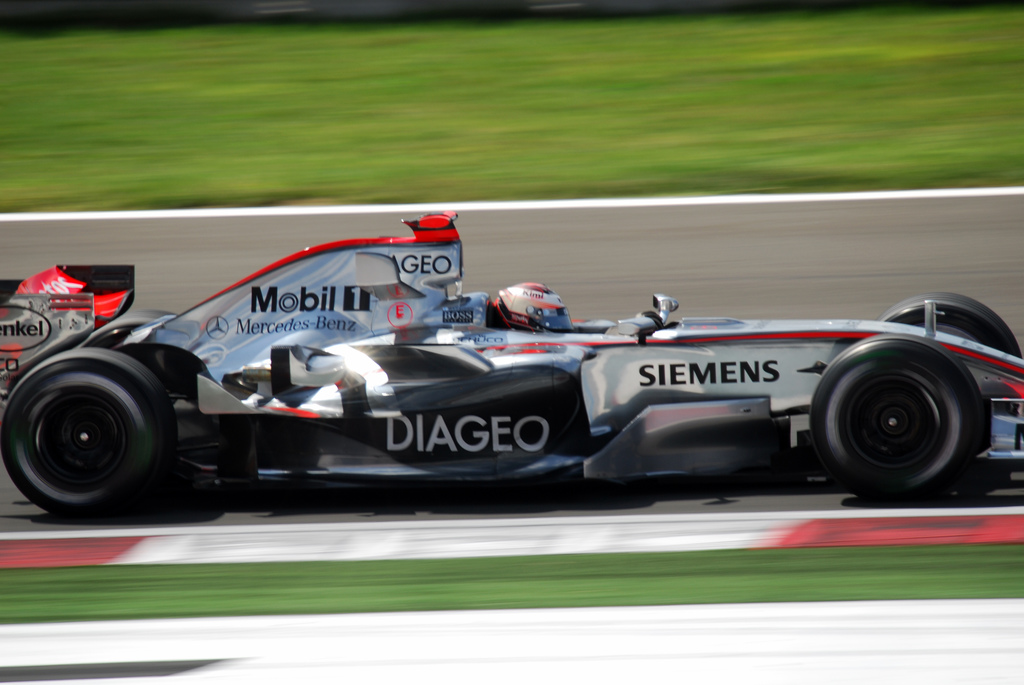
Kimi Räikkönen schied bereits in der zweiten Runde aus

In der ersten Kurve behaupteten Massa, Michael Schumacher und Alonso ihre Positionen, während sich Fisichella drehte und es zu mehreren Berührungen zwischen den folgenden Autos kam: Monteiro musste aufgeben, während Ralf Schumacher, Fisichella, Nick Heidfeld, Scott Speed, Räikkönen und Takuma Satō an die Box musste. Kurz darauf schied Räikkönen in der zweiten Runde bereits aus.
In der 13. Runde drehte sich Vitantonio Liuzzi in der ersten Kurve und würgte seinen Motor ab. Da er nicht mehr starten konnte, wurde das Safety-Car auf die Strecke gebracht, um das Auto sicher von der Strecke entfernen zu können: Die führenden Fahrer nutzten die Gelegenheit, um zu ihrem ersten Stopp an die Box zu fahren. Dabei verlor Michael Schumacher den zweiten Platz an Alonso.
In Runde 39 absolvierten Massa und Alonso ihren zweiten Stopp und Michael Schumacher übernahm kurzzeitig die Führung, bevor er in Runde 43 selbst an die Box ging und als Dritter wieder auf die Strecke kam. In den letzten Runden wurde Alonso von Michael Schumacher eingeholt, konnte den Deutschen allerdings hinter sich halten. Damit gewann Massa sein erstes Rennen in der Formel 1 vor Alonso und Michael Schumacher. Die restlichen Punkteplatzierungen belegten Button, de la Rosa, Fisichella, Ralf Schumacher und Rubens Barrichello.

## Meldeliste
| Team                              | Nr. | Fahrer               | Chassis          | Motor                | Reifen |
| --------------------------------- | --- | -------------------- | ---------------- | -------------------- | ------ |
| Mild Seven Renault F1 Team        | 01  | Fernando Alonso      | Renault R26      | Renault 2.4 V8       | M      |
| Mild Seven Renault F1 Team        | 02  | Giancarlo Fisichella | Renault R26      | Renault 2.4 V8       | M      |
| Team McLaren Mercedes             | 03  | Kimi Räikkönen       | McLaren MP4-21   | Mercedes-Benz 2.4 V8 | M      |
| Team McLaren Mercedes             | 04  | Pedro de la Rosa     | McLaren MP4-21   | Mercedes-Benz 2.4 V8 | M      |
| Scuderia Ferrari Marlboro         | 05  | Michael Schumacher   | Ferrari 248 F1   | Ferrari 2.4 V8       | B      |
| Scuderia Ferrari Marlboro         | 06  | Felipe Massa         | Ferrari 248 F1   | Ferrari 2.4 V8       | B      |
| Panasonic Toyota Racing           | 07  | Ralf Schumacher      | Toyota TF106B    | Toyota 2.4 V8        | B      |
| Panasonic Toyota Racing           | 08  | Jarno Trulli         | Toyota TF106B    | Toyota 2.4 V8        | B      |
| Williams F1 Team                  | 09  | Mark Webber          | Williams FW28    | Cosworth 2.4 V8      | B      |
| Williams F1 Team                  | 10  | Nico Rosberg         | Williams FW28    | Cosworth 2.4 V8      | B      |
| Williams F1 Team                  | 35  | Alexander Wurz       | Williams FW28    | Cosworth 2.4 V8      | B      |
| Lucky Strike Honda Racing F1 Team | 11  | Rubens Barrichello   | Honda RA106      | Honda 2.4 V8         | M      |
| Lucky Strike Honda Racing F1 Team | 12  | Jenson Button        | Honda RA106      | Honda 2.4 V8         | M      |
| Lucky Strike Honda Racing F1 Team | 36  | Anthony Davidson     | Honda RA106      | Honda 2.4 V8         | M      |
| Red Bull Racing                   | 14  | David Coulthard      | Red Bull RB2     | Ferrari 2.4 V8       | M      |
| Red Bull Racing                   | 15  | Christian Klien      | Red Bull RB2     | Ferrari 2.4 V8       | M      |
| Red Bull Racing                   | 37  | Robert Doornbos      | Red Bull RB2     | Ferrari 2.4 V8       | M      |
| BMW Sauber F1 Team                | 16  | Nick Heidfeld        | BMW Sauber F1.06 | BMW 2.4 V8           | M      |
| BMW Sauber F1 Team                | 17  | Robert Kubica        | BMW Sauber F1.06 | BMW 2.4 V8           | M      |
| BMW Sauber F1 Team                | 38  | Sebastian Vettel     | BMW Sauber F1.06 | BMW 2.4 V8           | M      |
| Spyker MF1 Team                   | 18  | Tiago Monteiro       | Midland M16      | Toyota 2.4 V8        | B      |
| Spyker MF1 Team                   | 19  | Christijan Albers    | Midland M16      | Toyota 2.4 V8        | B      |
| Spyker MF1 Team                   | 39  | Giorgio Mondini      | Midland M16      | Toyota 2.4 V8        | B      |
| Scuderia Toro Rosso               | 20  | Vitantonio Liuzzi    | Toro Rosso STR1  | Cosworth 3.0 V10     | M      |
| Scuderia Toro Rosso               | 21  | Scott Speed          | Toro Rosso STR1  | Cosworth 3.0 V10     | M      |
| Scuderia Toro Rosso               | 40  | Neel Jani            | Toro Rosso STR1  | Cosworth 3.0 V10     | M      |
| Super Aguri Formula 1             | 22  | Takuma Satō          | Super Aguri SA06 | Honda 2.4 V8         | B      |
| Super Aguri Formula 1             | 23  | Sakon Yamamoto       | Super Aguri SA06 | Honda 2.4 V8         | B      |
| Super Aguri Formula 1             | 41  | Franck Montagny      | Super Aguri SA06 | Honda 2.4 V8         | B      |

Anmerkungen
1. 1 2 3 4 5 6 7  Nahm nur an den Freitagstrainings teil.

## Klassifikationen

### Qualifying
| Pos. | Fahrer               | Konstrukteur        | Q1       | Q2       | Q3       | Start |
| ---- | -------------------- | ------------------- | -------- | -------- | -------- | ----- |
| 01   | Felipe Massa         | Ferrari             | 1:27,306 | 1:27,095 | 1:26,907 | 01    |
| 02   | Michael Schumacher   | Ferrari             | 1:27,385 | 1:25,850 | 1:27,284 | 02    |
| 03   | Fernando Alonso      | Renault             | 1:27,861 | 1:26,917 | 1:27,321 | 03    |
| 04   | Giancarlo Fisichella | Renault             | 1:28,175 | 1:27,346 | 1:27,564 | 04    |
| 05   | Ralf Schumacher      | Toyota              | 1:27,668 | 1:27,062 | 1:27,569 | 15    |
| 06   | Nick Heidfeld        | BMW Sauber          | 1:28,200 | 1:27,251 | 1:27,785 | 05    |
| 07   | Jenson Button        | Honda               | 1:28,222 | 1:26,872 | 1:27,790 | 06    |
| 08   | Kimi Räikkönen       | McLaren-Mercedes    | 1:28,236 | 1:27,062 | 1:27,866 | 07    |
| 09   | Robert Kubica        | BMW Sauber          | 1:28,212 | 1:27,405 | 1:28,167 | 08    |
| 10   | Mark Webber          | Williams-Cosworth   | 1:28,307 | 1:27,608 | 1:29,436 | 09    |
| 11   | Christian Klien      | Red Bull-Ferrari    | 1:28,271 | 1:27,852 | –        | 10    |
| 12   | Pedro de la Rosa     | McLaren-Mercedes    | 1:28,403 | 1:27,897 | –        | 11    |
| 13   | Jarno Trulli         | Toyota              | 1:28,549 | 1:27,973 | –        | 12    |
| 14   | Rubens Barrichello   | Honda               | 1:28,411 | 1:27,897 | –        | 13    |
| 15   | Nico Rosberg         | Williams-Cosworth   | 1:28,889 | 1:28,386 | –        | 14    |
| 16   | Christijan Albers    | MF1 Racing          | 1:29,021 | 1:28,639 | –        | 22    |
| 17   | David Coulthard      | Red Bull-Ferrari    | 1:29,136 | –        | –        | 16    |
| 18   | Scott Speed          | Toro Rosso-Cosworth | 1:29,158 | –        | –        | 17    |
| 19   | Vitantonio Liuzzi    | Toro Rosso-Cosworth | 1:29,250 | –        | –        | 18    |
| 20   | Tiago Monteiro       | MF1 Racing          | 1:29,901 | –        | –        | 19    |
| 21   | Sakon Yamamoto       | Super Aguri-Honda   | 1:30,607 | –        | –        | 20    |
| 22   | Takuma Satō          | Super Aguri-Honda   | 1:30,850 | –        | –        | 21    |

Anmerkungen
1. ↑  Ralf Schumacher erhielt aufgrund eines Motorenwechsels eine Startplatzstrafe von zehn Plätzen.
2. ↑  Albers erhielt aufgrund eines Motorenwechsels eine Startplatzstrafe von zehn Plätzen.

### Rennen
| Pos. | Fahrer               | Konstrukteur        | Runden | Stopps | Zeit        | Start | Schnellste Runde |
| ---- | -------------------- | ------------------- | ------ | ------ | ----------- | ----- | ---------------- |
| 01   | Felipe Massa         | Ferrari             | 58     | 2      | 1:28:51,082 | 01    | 1:28,123 (38.)   |
| 02   | Fernando Alonso      | Renault             | 58     | 2      | + 5,575     | 03    | 1:28,245 (38.)   |
| 03   | Michael Schumacher   | Ferrari             | 58     | 2      | + 5,656     | 02    | 1:28,005 (55.)   |
| 04   | Jenson Button        | Honda               | 58     | 2      | + 12,334    | 06    | 1:28,474 (58.)   |
| 05   | Pedro de la Rosa     | McLaren-Mercedes    | 58     | 1      | + 45,908    | 11    | 1:29,959 (54.)   |
| 06   | Giancarlo Fisichella | Renault             | 58     | 2      | + 46,594    | 04    | 1:28,546 (29.)   |
| 07   | Ralf Schumacher      | Toyota              | 58     | 2      | + 59,337    | 15    | 1:29,084 (58.)   |
| 08   | Rubens Barrichello   | Honda               | 58     | 2      | + 1:00,034  | 13    | 1:28,733 (26.)   |
| 09   | Jarno Trulli         | Toyota              | 57     | 2      | + 1 Runde   | 12    | 1:30,048 (24.)   |
| 10   | Mark Webber          | Williams-Cosworth   | 57     | 2      | + 1 Runde   | 09    | 1:30,088 (50.)   |
| 11   | Christian Klien      | Red Bull-Ferrari    | 57     | 2      | + 1 Runde   | 10    | 1:30,025 (26.)   |
| 12   | Robert Kubica        | BMW Sauber          | 57     | 2      | + 1 Runde   | 08    | 1:29,723 (34.)   |
| 13   | Scott Speed          | Toro Rosso-Cosworth | 57     | 3      | + 1 Runde   | 17    | 1:29,933 (43.)   |
| 14   | Nick Heidfeld        | BMW Sauber          | 56     | 3      | + 2 Runden  | 05    | 1:30,335 (56.)   |
| 15   | David Coulthard      | Red Bull-Ferrari    | 55     | 2      | + 3 Runden  | 16    | 1:30,026 (24.)   |
| –    | Christijan Albers    | MF1 Racing          | 46     | 2      | DNF         | 22    | 1:30,403 (35.)   |
| –    | Takuma Satō          | Super Aguri-Honda   | 41     | 2      | DNF         | 21    | 1:31,814 (33.)   |
| –    | Nico Rosberg         | Williams-Cosworth   | 25     | 0      | DNF         | 14    | 1:30,071 (21.)   |
| –    | Sakon Yamamoto       | Super Aguri-Honda   | 23     | 1      | DNF         | 20    | 1:32,337 (12.)   |
| –    | Vitantonio Liuzzi    | Toro Rosso-Cosworth | 12     | 0      | DNF         | 18    | 1:32,148 (12.)   |
| –    | Kimi Räikkönen       | McLaren-Mercedes    | 1      | 1      | DNF         | 07    | –                |
| –    | Tiago Monteiro       | MF1 Racing          | 0      | 0      | DNF         | 19    | –                |

## WM-Stände nach dem Rennen
Die ersten acht des Rennens bekamen 10, 8, 6, 5, 4, 3, 2 bzw. 1 Punkt(e).

### Fahrerwertung
| Pos. | Fahrer               | Konstrukteur     | Punkte |
| ---- | -------------------- | ---------------- | ------ |
| 01   | Fernando Alonso      | Renault          | 108    |
| 02   | Michael Schumacher   | Ferrari          | 96     |
| 03   | Felipe Massa         | Ferrari          | 62     |
| 04   | Giancarlo Fisichella | Renault          | 52     |
| 05   | Kimi Räikkönen       | McLaren-Mercedes | 49     |
| 06   | Jenson Button        | Honda            | 36     |
| 07   | Juan Pablo Montoya   | McLaren-Mercedes | 26     |
| 08   | Rubens Barrichello   | Honda            | 22     |
| 09   | Nick Heidfeld        | BMW Sauber       | 19     |
| 10   | Ralf Schumacher      | Toyota           | 18     |
| 11   | Pedro de la Rosa     | McLaren-Mercedes | 14     |
| 12   | David Coulthard      | Red Bull-Ferrari | 14     |
| 13   | Jarno Trulli         | Toyota           | 10     |

| Pos. | Fahrer             | Konstrukteur        | Punkte |
| ---- | ------------------ | ------------------- | ------ |
| 14   | Jacques Villeneuve | BMW Sauber          | 7      |
| 15   | Mark Webber        | Williams-Cosworth   | 6      |
| 16   | Nico Rosberg       | Williams-Cosworth   | 4      |
| 17   | Christian Klien    | Red Bull-Ferrari    | 2      |
| 18   | Vitantonio Liuzzi  | Toro Rosso-Cosworth | 1      |
| 19   | Scott Speed        | Toro Rosso-Cosworth | 0      |
| 20   | Tiago Monteiro     | MF1 Racing          | 0      |
| 21   | Christijan Albers  | MF1 Racing          | 0      |
| 22   | Takuma Satō        | Super Aguri-Honda   | 0      |
| 23   | Robert Kubica      | BMW Sauber          | 0      |
| 24   | Yūji Ide           | Super Aguri-Honda   | 0      |
| 25   | Franck Montagny    | Super Aguri-Honda   | 0      |
| –    | Sakon Yamamoto     | Super Aguri-Honda   | 0      |

### Konstrukteurswertung
| Pos. | Konstrukteur     | Punkte |
| ---- | ---------------- | ------ |
| 01   | Renault          | 160    |
| 02   | Ferrari          | 158    |
| 03   | McLaren-Mercedes | 89     |
| 04   | Honda            | 58     |
| 05   | Toyota           | 28     |
| 06   | BMW Sauber       | 26     |

| Pos. | Konstrukteur        | Punkte |
| ---- | ------------------- | ------ |
| 07   | Red Bull-Ferrari    | 16     |
| 08   | Williams-Cosworth   | 10     |
| 09   | Toro Rosso-Cosworth | 1      |
| 10   | MF1 Racing          | 0      |
| 11   | Super Aguri-Honda   | 0      |